# Sergio de Larrea
Sergio de Larrea Asenjo (Valladolid, 4 de diciembre de 2005) es un jugador de baloncesto español que pertenece a la plantilla del Valencia Basket de la Liga Endesa. Mide 1,98 metros y juega de base.

## Trayectoria
Se formó en las categorías inferiores de Colegio San Agustín de Valladolid y del Valencia Basket.
En la temporada 2021-22, forma parte del filial de Valencia Basket en la Liga LEB Plata. 
En la temporada 2022-23, forma parte de la plantilla del CB L'Horta Godella de la Liga LEB Plata, club vinculado de Valencia Basket, pese a ser júnior de último año. 
El 11 de enero de 2023, con apenas 17 años hace su debut en la Euroliga en una victoria de su equipo ante el Anadolu Efes por 81 a 71.
En la temporada 2023/24, tras la llegada de Xavi Albert al puesto de primer entrenador del Valencia Basket, este decide añadir en la convocatoria al jugador vallisoletano en el último partido que jugaría el equipo del Turia en esa temporada de la Euroliga ante KK Partizan, jugando 17 minutos. Sergio volvería a contar con minutos en el primer equipo el 21 de abril de 2024, en la victoria ante Lenovo Tenerife, partido en el que anotaría sus primeros puntos en la Liga Endesa.
Con el CB L'Horta Godella de la LEB Plata en la 23/24 lograría unos promedios de 13,7 puntos, 4,4 rebotes, 3,5 asistencias y 16,2 de valoración por partido
El 3 de julio de 2024 se anunciaría su renovación con el equipo valenciano hasta 2028, además de su incorporación al primer equipo a las órdenes de Pedro Martínez.

## Selección nacional
En julio de 2022, formó parte de la selección española Sub-17 que perdió la final frente a la selección de Estados Unidos, conquistando la medalla de plata en el Mundial Sub-17 de 2022 de Málaga.
El 2 de julio de 2023 ganó el oro en el Mundial Sub-19 celebrado en Debrecen (Hungría). Esta generación sería nombrada como los nuevos 'juniors de oro'.
El vallisoletano fue llamado por Sergio Scariolo para reforzar los entrenamientos de la selección absoluta previos al torneo Preolímpico de 2024. Su primera entrada en convocatoria fue el 25 de junio de 2024 en un amistoso ante Italia, pero no disputaría ningún minuto. Su segunda entrada en convocatoria sería ante la República Dominicana el 28 de junio, partido en el cual debutaría logrando 7 puntos y 2 asistencias con un triple sobre la bocina del descanso.